# Приозёрный (Ямало-Ненецкий автономный округ)
Приозёрный — посёлок в Надымском районе Ямало-Ненецкого автономного округа России.

## География
Посёлок расположен на 383 километре газопровода Уренгой — Ужгород, на левом берегу реки Левой Хетты.

## Название
Название поселка обусловлено его расположением: на территории, прилегающей к поселку, имеются живописные озера.

## История
Посёлок был основан в 1982 году в связи со строительством компрессорной станции на 383 километре газопровода Уренгой — Ужгород.
Указом Президиума Верховного Совета РСФСР от 5.11.1984 года № 1565 населённому пункту Надымского района Ямало-Ненецкого автономного округа присвоено наименование посёлок Приозёрный.
Решением исполнительного комитета Тюменского областного совета народных депутатов № 363 от 19.11.1984 года образован Приозёрный сельсовет. 29 ноября 1984 года это решение было реализовано.
С 2005 до 2020 гг. образовывал сельское поселение посёлок Приозёрный, упразднённое в связи с преобразованием муниципального района в муниципальный округ.

## Население
| 1989  | 2002  | 2010  | 2011  | 2012  | 2013  | 2014  |
| ----- | ----- | ----- | ----- | ----- | ----- | ----- |
| 1322  | ↗1355 | ↘1294 | ↘1289 | ↘1263 | ↗1273 | ↘1253 |
| 2015  | 2016  | 2017  | 2018  | 2019  | 2021  |       |
| ↘1233 | ↘1192 | ↗1230 | →1230 | ↘1199 | ↗1403 |       |

Население: 1403 чел. (2021).

## Экономика
Основная производственная деятельность — транспортировка газа линейным производственным управлением ООО «Газпром Трансгаз Югорск».

## Инфраструктура
- средняя школа с плавательным бассейном;
- детский сад;
- детская школа искусств;
- фельдшерско-акушерский пункт;
- спортивный зал.

## Телекоммуникации
Мобильная связь
Motiv, «МегаФон», «Теле2»;
Стационарная связь
«Газпром Трансгаз Югорск»;
Интернет
«Ростелеком» (ADSL), Ptline;